# Harry Nelson Pillsbury
Harry Nelson Pillsbury (født 5. december 1872 i Somerville, Massachusetts, død 17. juni 1906 i Philadelphia, Pennsylvania) var en amerikansk skakspiller, som havde en kort men meget succesfuld karriere. Han vandt dem første store turnering, han deltog i, og havde flere andre gode resultater. Men han nåede aldrig frem til en kamp om verdensmesterskabet.

## Biografi
Harry Pillsbury blev født i Somerville, Massachussets i 1872. Han mistede sin mor, da han var 16 år gammel, hvilket ramte ham hårdt. Hans familie opfordrede ham til at lære at spille skak for at tænke på noget andet, og derefter gik det stærkt. Blot fire år senere slog han den tidligere verdensmester Wilhelm Steinitz med 2-1 i en match, hvor Steinitz gav bonde forud. Han flyttede til New York i 1894 og blev hurtigt byens førende spiller. Han tjente bl.a. penge ved at være indeni den "skakspillende maskine" Ajeeb – en efterligning af Skaktyrken.
I 1895 sponsorerede Brooklyn Chess Club turen til Hastings, hvor han skulle deltage i en af de stærkeste turneringer nogensinde. Den 22-årige amerikaner tog Europa med storm og vandt foran bl.a. den regerende verdensmester Emanuel Lasker og Steinitz samt en række etablerede eller senere udfordrere til verdensmesterskabet: Mikhail Tschigorin, Isidor Gunsberg, Siegbert Tarrasch, Carl Schlechter og Dawid Janowski.
Samme år deltog han i en turnering med Lasker, Steinitz og Tschigorin i Sankt Petersborg, hvor alle spillede seks partier mod hinanden. I starten udformede turneringen sig som et kapløb mellem Pillsbury og Lasker og efter halvdelen af turneringen (ni runder) havde Pillsbury 6½ point med Lasker på andenpladsen med 5½ point. Derfor ville det første parti i fjerde runde mellem den fremstormende amerikaner og den regerende verdensmester blive afgørende. Hvis Pillsbury vandt, ville han næppe være til at stoppe, og det ville føre ham frem som førsteudfordrer til Lasker. Da han desuden allerede havde scoret 2½ ud af 3 mod Lasker, ville han givetvis også have fået det indbyrdes overtag. Den tidligere verdensmester Garri Kasparov har analyseret dette parti indgående. Det fortælles, at Pillsbury dagen før partiet fik en diagnose (sandsynligvis for syfilis, sygdommen han senere døde af) og derfor var rystet inden partiet. Under turneringen klagede han over alvorlig hovedpine, søvnløshed mv. og flere af hans partier blev derfor flyttet. Efter partiet, som Lasker vandt, var Pillsbury rent skakmæssigt et vrag og tabte fem af de næste seks partier og endte blot på tredjepladsen.
Selv om han var blevet syg, og det blev værre gennem årene, havde han stadig en stribe gode resultater til gode:
- Delt andenplads med Tarrasch i turneringen i Nürnberg 1896 efter Lasker.
- Sejr i en match om det amerikanske mesterskab mod Jackson Showalter i 1897. Pillsbury beholdt mesterskabet frem til sin død.
- Andenplads i turneringen i Wien 1898 efter Tarrasch.
- Delt andenplads med Janowski og Géza Maróczy i turneringen i London 1899 efter Lasker.
- Andenplads i turneringen i Paris 1900 efter Lasker.
- Delt førsteplads i München 1900 med Schlechter.
- Andenplads i turneringen i Hannover 1902 efter Janowski.
- Andenplads i turneringen i Monte Carlo 1902 efter Maróczy.
- Tredjeplads i turneringen i Monte Carlo 1903 efter Tarrasch og Maróczy.

Chessmetrics angiver, at Pillsbury i perioden januar 1903 – april 1904 havde den højeste efterberegnede rating blandt tidens spillere – hvilket dog især skyldes en mindre nedgang hos Lasker. Chessmetrics placerer ligeledes Pillsbury på en tiendeplads over verdens højest ratede spillere set over et gennemsnit på tre kalenderår med 2806 i årene 1900 – 1902.
Pillsbury forsøgte i 1901 at få en match mod Lasker om verdensmesterskabet, men det blev ikke til noget. I 1904 spillede han sin sidste turnering i Cambridge Springs, hvor han blev nummer ni efter at have score 7 points ud af 15 mulige. I 1905 fik han en hjerneblødning og blev opereret i Philadelphia, hvor han havde boet siden 1898. Senere på året spillede han sit sidste seriøse parti skak. Han forsøgte flere gange at blive kureret for syfilis, men blev i maj 1906 ramt af endnu en hjerneblødning som medførte delvis lammelse. 17. juni døde han af generel parese (tredje stadium af syfilis).
Harry Nelson Pillsbury ligger begravet på Laurel Hill kirkegården i Reading, Massachussets.